# 草野川
草野川（くさのがわ）は、滋賀県長浜市を流れる淀川水系の河川。姉川の支流である。

## 地理
河川の起点は滋賀県長浜市高山町の一の瀬、蛇谷。長浜市高山町の山中に発する東俣谷と西俣谷が合わさり南流、飯山口で谷を出てから南西流し長浜市宮部町で姉川に合流する。
上流部の長浜市上草野地区は豪雪地帯である。
清流として知られ、また漁業権が設定されている。草野川漁業協同組合がニジマスを放流しており、入漁料を支払うことで釣りを楽しめる。